# Diocesi di Enoanda
La diocesi di Enoanda (in latino: Dioecesis Oenoandensis) è una sede soppressa del patriarcato di Costantinopoli e una sede titolare della Chiesa cattolica.

## Storia
Enoanda, identificabile con Inçalilar (Uluça) nell'odierna Turchia, è un'antica sede episcopale della provincia romana di Licia nella diocesi civile di Asia. Faceva parte del patriarcato di Costantinopoli ed era suffraganea dell'arcidiocesi di Mira.
La diocesi è documentata nelle Notitiae Episcopatuum del patriarcato di Costantinopoli fino al XII secolo.
Diversi sono i vescovi attribuiti a questa antica sede episcopale. Il primo è Patrizio, che prese parte al concilio di Costantinopoli nel 381. Cirino sottoscrisse nel 458 la lettera dei vescovi della Licia all'imperatore Leone dopo la morte del patriarca Proterio di Alessandria.
Palmazio sottoscrisse il 9 settembre 520 la lettera che dieci metropoliti e dieci vescovi, riuniti in sinodo a Costantinopoli, inviarono a papa Ormisda per annunciargli la morte del patriarca Giovanni e l'elezione del suo successore Epifanio, ed esprimere la loro volontà di pace per mettere fine allo scisma acaciano.
Paolo prese parte al sinodo riunito a Costantinopoli nel 536 dal patriarca Mena; pur non apparendo mai nelle liste di presenza del sinodo, il suo nome si trova tra le sottoscrizioni che portarono alla condanna di Severo di Antiochia e dei suoi sostenitori, l'ex patriarca Antimo, il monaco siriano Zoora e Pietro di Apamea.
Giorgio I fu presente al concilio ecumenico del 680 e al concilio in Trullo del 692. Giorgio II assistette al secondo concilio di Nicea nel 787. Infine Nicola partecipò al concilio di Costantinopoli dell'879-880 che riabilitò il patriarca Fozio.
Dal 1933 Enoanda è annoverata tra le sedi vescovili titolari della Chiesa cattolica; la sede è vacante dal 18 dicembre 1965. Finora unico titolare è stato Francis Xavier Sanguon Souvannasri, vicario apostolico di Chanthaburi.

## Cronotassi

### Vescovi greci
- Patrizio † (menzionato nel 381)
- Cirino † (menzionato nel 458)
- Palmazio † (menzionato nel 520)
- Paolo † (menzionato nel 536)
- Giorgio I † (prima del 680 - dopo il 692)
- Giorgio II † (menzionato nel 787)
- Nicola † (menzionato nell'879)

### Vescovi titolari
- Francis Xavier Sanguon Souvannasri † (8 gennaio 1953 - 18 dicembre 1965 nominato vescovo di Chanthaburi)